# Торговый флот Донбасса
«Торго́вый флот Донбасса» (ТФД, до 2002 — АМП, Азовское морское пароходство) — судоходная компания Украины (город Мариуполь, Донецкая область).

## История
Прародитель современного Торгового флота Донбасса — акционерное общество «Азовское пароходство» было основано 1 декабря 1871 года по инициативе известного по всей Российской империи таганрогского купца 1-й гильдии Якова Самуиловича Полякова с целью развития морского торгового дела в Северном Причерноморье и развития транспортного сообщения Донецкого угольного бассейна и связанных с ними отраслей. История предприятия с тех пор тесно связано с развитием мариупольского порта. Бурное развитие предприятия в конце XIX — начале XX века было приостановлено мировой, а затем и гражданской войной в Российской империи. Суда обществом были утрачены, многие из них участвовали в военных действиях 1920—1921 годов в составе красной и белой Азовских морских флотилиях. Восстановление общества в современном виде началось с конца 1920-х — первой половины 1930-х годов.
В 1953 году в Жданове (Мариуполь) было создано Азовское районное управление Черноморского пароходства, которое в 1967 году преобразовано в Азовское морское пароходство.
В состав АМП до распада СССР кроме флота, входили четыре порта (Мариупольский, Бердянский, Керченский и Таганрогский), четыре крупных судоремонтных завода в этих городах, другие береговые структуры.
1 декабря 1971 года Азовское морское пароходство награждено орденом Трудового Красного Знамени за заслуги в развитии морского транспорта.
К моменту распада СССР за шестым в государстве предприятии работали 146 единицы транспортного флота сухогрузы, балкера, контейнеровозы, танкера — грузоподъемностью от 3тысяч до 30 тысяч тонн, ледоколы, буксиры и прочие плавсредства.

### Руководители
- 1944—1949 Сидоров Александр Петрович (до образования АМП)
- 1949—1953 Данилкин Иван Дмитриевич (до образования АМП)
- 1953—1967 Передерий Александр Харитонович (Азовское районное управление ЧМП)
- 1967—1978 Недяк Леонид Павлович
- 1978—1988 Шунин Лев Николаевич
- 1988—2000 Бандура Анатолий Иванович
- 2000—2002 Прусиков Сергей Викторович

Затем единый комплекс был раздроблен. Пароходство оказалось на грани выживания. За десять лет, с начала 1990-х годов, в компании было списано и продано почти две трети судов, в основном устаревших, так в конце августа 2001 года были списаны и проданы на металлолом за 600 тыс. долларов суда «Сурен Спандарян» и «Леон Попов». Общее количество судов за несколько лет с 130 уменьшилось до 50. К ускоренному банкротству предприятия подключились также лица приближённые к государственному аппарату.
24 января 2003 года решением Донецкого регионального Фонда госимущества Украины, по согласованию с Министерство транспорта и антимонопольным комитетом Украины был досрочно прекращен договор аренды государственного имущества и организации арендаторов Азовского морского пароходства. С того же года предприятие официально является собственностью донецкой финансово-экономической группы System Capital Management (во главе с Ринатом Ахметовым).
Суммарный долг предприятия в бюджеты всех уровней на 1 января 2005 года составлял 27 331,8 тыс. гривен (39-е место по долгам среди предприятия Украины и 7-е по Донецкой области). Находится в процессе ликвидации.